# 俞焜
俞焜（？—1860年），字昆上，號雲史，諡文節，浙江省杭州府錢塘縣人，清朝政治人物、進士出身。
嘉慶二十五年（1820年）庚辰科進士，改庶吉士。道光二年，授翰林院編修。道光六年，任功臣館纂修。道光八年，任順天鄉試同考官。道光十三年，任江西道監察御史。次年，改掌山西道監察御史。道光十六年，任掌河南道監察御史、協理京畿道事務監察御史。道光十七年，任河南彰德府知府。道光二十七年，任直隸永定河道、湖南衡永楙桂道，署湖南按察使。有女俞蘊瑀、俞蘊琪、俞蘊璿，長孫俞錫祉。

## 延伸阅读
[在维基数据编辑]
 《清史稿·卷493》，出自趙爾巽《清史稿》